# Лужани (Храдец Кралове)
Лужани (чеш. Lužany) је насељено мјесто са административним статусом сеоске општине (чеш. obec) у округу Храдец Кралове, у Краловехрадечком крају, Чешка Република.

## Становништво
Према подацима о броју становника из 2014. године насеље је имало 140 становника.